# Affiniam
Affiniam est un village du Sénégal de la communauté rurale de Mangagoulack CR, située dans l'arrondissement de Tendouck et le département de Bignona, une subdivision de la région de Ziguinchor dans la région historique de Casamance dans le sud du pays. Il est situé à quelques kilomètres au nord-ouest de Ziguinchor, de l'autre côté du fleuve Casamance.

## Histoire
C'est l'un des villages où l'on parle encore le Diolas blouf. Il a été fondé par différentes familles nomades, Badji, Coly, Sagna, Dieme, Djiba, Niassy, Diedhiou, Diatta, Sambou, Manga. Une bonne partie de ces familles viennent du Bandiale. Notons la présence de quelques familles toucouleurs arrivées depuis la construction du barrage. Affiniam est l'un des villages diolas très ancré dans la culture Diolas.
Les rites diolas y sont très pratiqués, et ses habitants réputés dans le gardiennage du secret. Le village est divisé en différents quartiers dont Badjimeul (le quartier des sapeurs, noceurs), Thiamang, Diologuir, Yamir et Gabalang. Chaque quartier est divisé en sous-quartier dépendamment des affinités familiales et de l'espace géographique.

## Géographie
Les localités les plus proches sont Boukiyak, Kedieto, Bema, Kabalang, Kolobane, Tobor Manga, Katama et Elora.

### Physique géologique
Le village se trouve au milieu d'une forêt subtropicale.

### Population
Lors du dernier recensement, le village comptait 1 620 personnes et 226 ménages.

### Activités économiques
Même si on y accède surtout par voie fluviale (pirogues), des pistes en bon état conduisent au village qui vit principalement de l'agriculture. La riziculture y tient une très grande place, mais on y récolte aussi des arachides, des fruits et légumes, du vin de palme.
La pêche artisanale et l'élevage (bovins, porcins, ovins et volailles) sont les autres ressources, auxquelles il faut ajouter la vente de ces produits et de leurs dérivés, ainsi que le tourisme qui s'y développe. Un campement villageois intégré y est implanté.

## Partenariats et jumelages
Le barrage d'Affiniam est construit en 1988 en collaboration avec la Chine sur le marigot de Bignona pour désaliniser les rizières. Le projet n'a pas vraiment réussi par manque de gestion et de ressources techniques.
 Allonnes (Maine-et-Loire) (France) depuis 1987
http://www.allonnes-solidarite-affiniam.org/

## Personnalités liées à Affiniam
• L’ancien combattant Joseph Sagna est l’un des piliers de la foi catholique, eut pour successeur Fidèle Diémé, Étienne Sagna, Charles Diédhiou, etc. Mme Victoire Sagna prend la relève de son père Étienne Sagna à la tête de la catéchèse de la nouvelle paroisse d’Affiniam qui englobe les villages d’Affiniam, Bouteum, Djilapaor et Diagobel.  Le curé actuel de cette nouvelle mission d’Affiniam est l’Abbé Jean Bernard dit Diadia, très dynamique et très apprécié par ses fidèles. Il est le bon berger. Il connaît tous ses brebis et ses brebis l’adorent, surtout les petits enfants, qui rêvent que dimanche arrive pour aller à la messe.
• Feu évêque de Ziguinchor, Monseigneur Meixant Coly, successeur de feu Monseigneur Augustin Sagna, est originaire d'Affiniam. Son successeur est Monseigneur Paul Abel Mamba.
•Le père Benoît Marie Dominique Diamé, supérieur des prêtres spiritains est originaire d'Affiniam.
•Clément Sagna, fils de feu Étienne Sagna, catéchiste est l’un des sportifs d’élite du Sénégal, un spécialiste du saut à la perche.
•Édouard Djiba, Célestin Diémé ont marqué l’histoire de la politique au sein d’Affiniam.
•L’ingénieur agronome Eloi Diémé, ancien directeur de la protection des végétaux est originaire d’Affiniam.
•Gaétan Sagna, un vétéran maître de chœur compositeur est originaire d’Affiniam.
•Henri François Assissé Sagna, Maître de chœur - chanteur compositeur et professeur de musique au conservatoire de Dakar est originaire d’Affiniam. Il a marqué avec le père Benoît Diémé, l’histoire de chant choral de l’église du Sénégal. Ils sont les promoteurs de l’alliance Allonnes Affiniam qui a terminé par une association du jumelage.
•L’ONGD espagnole ANAFA LOS AMIGOS DE ZIGUINCHOR présidée par Don Tomas Diande Da Costa Lopes dit Tony Diandy a construit la première école publique d'enseignement primaire carrelée, en étage de quatre niveaux: RDC+3, contenant 12 salles de classes d'une capacité de 600 élèves. Six (06) salles de 50 places chacune au RDC et 6 autres au premier étage en fonctionnement depuis l'ouverture de l'année scolaire de 2009-2010.  L'école est dotée d'une cuisine d’hôtellerie avec four de pâtisserie, une chambre de congélation à -32 °C et un tunnel de lavage de vaisselle. Des instruments de musique tous neufs pour la création de deux (02) fanfares et un auditorium : unique dans la zone, un réfectoire doté de 600 plateaux en Nikel de 5 compartiments, fourchette, cuillères, couteaux, tasses à café, paniers et des chariots de ramassage de vaisselles ; une salle informatique dotée de 53 ordinateurs, imprimantes et photocopieuse. Une bibliothèque climatisée et une salle polyvalente, amphithéâtre au troisième étage, de 460 m2 pour la musique et réunions. L’école est alimentée d’énergie solaire renouvelable et d’un château d’eau. Des toilettes modernes Hommes entre les escaliers Sud et le bâtiment et les toilettes Femmes entre le bâtiment et les escaliers Nord qui servent d'escaliers de secours. Tout ce matériel d'équipement est sur place en Casamance et attend la fin des travaux pour équiper tout le bâtiment. Reste à terminer le montage des grilles et fenêtres métalliques déjà In situ, la peinture extérieure et le carrelage du troisième étage avant son inauguration officielle. Néanmoins la direction de l’école poursuit tranquillement ses activités d’enseignement dans le nouveau bâtiment en dur qui a remplacé l’ancien bâtiment en banco fissuré et écroulé pour reconstruire le nouveau bâtiment sur les mêmes lieux. Cette infrastructure a fait d'Affiniam un centre d'examen. Avant les élèves devaient se déplacer jusqu’à Mangagoulack à pieds ou à vélo pour se faire examiner. L’école est encore en chantier pour avoir modifié le plan original RDC+1 à RDC+2 et ensuite RDC+3 en augmentant les deux derniers étages pour un fondement en béton armé pour une résistance de RDC+5 que Tony Diandy responsable du projet a voulu faire cadeau à ce village qu’il adore tant et qui l’a vu grandir. Les travaux du fondement en béton Armé et du RDC ont été réalisés par l’entreprise de construction DAROSA de Ziguinchor qui a construit l’Université de Ziguinchor. Le reste des travaux est laissé à la disposition du village pour son apport personnel au projet valorisé au coût d’un million deux cents mille francs (1.200.000,00)F.CFA soit 1.829, 39 euros.
•Clément Badji, président de la délégation ANAFA SÉNÉGAL, a été pendant une décennie, président de l’association pour le Développement d’Affiniam (ADA) partenaire local de l’ONGD espagnole ANAFA LOS AMIGOS DE ZIGUINCHOR. Il est remplacé à la tête d’ADA par Charlemagne Sagna, président de l’association qui à son tour est relevé par le jeune Abraham Diémé, nouveau président d’ADA, qui dès sa nomination à son poste, s’est rendu en Août 2013 avec quelques membres de son nouveau bureau à Affiniam, accompagné par de  braves femmes parmi lesquelles se trouvent Élisabeth Benny et  Suzanne Rose Diédhiou,  pour rencontrer la population locale du village d’Affiniam.
•Le colonel Alexis Manga du Musée des Forces Armées du Sénégal, est le premier officier supérieur du village d’Affiniam.
•S.E.M. Paul Badji, précédemment Ambassadeur du Sénégal aux Nations Unies et en Belgique est un diplomate originaire d'Affiniam. Il est nommé Ambassadeur extraordinaire et plénipotentiaire auprès de Son Excellence Monsieur François Hollande, Président de la République Française, avec résidence à Paris. Il est ambassadeur du Sénégal en France et à Monaco depuis 2013.